# فیض‌آباد (آران و بیدگل)

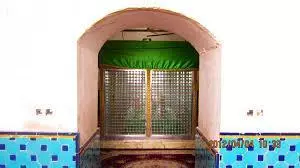
مدفن امامزادگان عبدالله و سلیمان منسوبین به امام محمد باقر (ع)

فیض‌آباد منطقه‌ای کویری، باستانی و زیارتی واقع در شمال شهر نوش‌آباد است.

## پیشینه

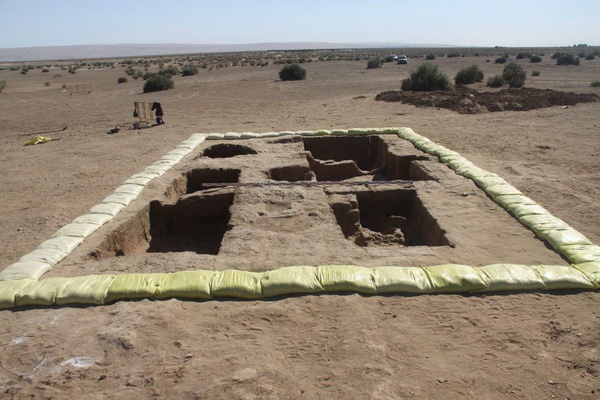
ارگ ایلخانی فیض آباد آران و بیدگل

منطقه فیض آباد آران و بیدگل طبق تاریخ کاشان نوشته عبدالرحیم ضرابی نوشته در تاریخ 1250 ه.ق ، یکی از مزارع کشاورزی قریه آران بوده که مردم آران در آن به زراعت مشغول بودند ولیکن چندی پیش با پژوهش های دانشگاه تهران ،ارگی ایلخانی مربوط به 700 سال پیش کشف شد و به شماره ۱۳۵۹۶ در فهرست آثار ملی ایران ثبت شد.

## زیارتگاه
در فاصله هفت کیلومتری آران و بیدگل به زیارتگاهی می رسیم که مدفن دو تن از نوادگان امام محمد باقر به نام سلیمان و عبدالله  است که در این صحرا توسط سفاک ها به شهادت رسیده اند و اهل دیار آران آنان در در این محوطه دفن می کنند که در همه ایام میزبان زوار و مجاور های این حرم می باشند.
ساختمان این بقعه قدمتی یک هزار و ۱۰۰ ساله داشته و دارای صحنی به مساحت یک هزار و ۶۰۰ متر مربع است.
قدمت این بارگاه به دوران قاجار می رسد و بنای آن در سال 81 به شماره 7670 در فهرست آثارملی ایران به ثبت رسیده است.

## جمعیت
بر پایه سرشماری عمومی نفوس و مسکن در سال ۱۳۹۵ این روستا بدون جمعیت بوده‌است.

## منابع

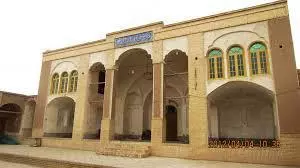
آرامگاه امامزاده سلیمان و عبدالله منسوب به امام محمد باقر